# H/F Leonora Christina
Hurtigfærgen Leonora Christina var navnet på en katamaran, som sejlede for BornholmerFærgen mellem Rønne og Ystad og var Danmarks fjerdestørste hurtigfærge. Skibet sejler i dag (2018) under spansk flag under navnet Betancuria Express for rederiet Fred. Olsen Express.

## Jomfrurejsen
Leonora Christinas jomfrurejse begyndte i Australien, hvor den blev bygget i 2010 og søsat i 2011 af Austal Ships. Den 17. maj 2011 blev den nye hurtigfærge formelt overdraget til BornholmerFærgen.
18. maj 2011 begyndte besætningen den tre uger lange sejlads fra værftet i Perth mod Rønne med 960 kubikmeter brændstof om bordet. Den første havn Leonora Christina anløb var Colombo i Sri Lanka.
Sidst i maj sejlede Leonora Christina gennem det piratfyldte Adénbugten med vagter om bord. To gange nærmede mindre fartøjer sig skibet i høj fart. Farten blev imidlertid sat op til 36 knob, og vagterne kom på agterdækket. De mindre fartøjer vendte om.
Efter at have sejlet i konvoj gennem Suez-kanalen med kun syv knob, sejlede den 3. juni ind i Vallettas havn på Malta.
Den 8. juni sejlede Leonora Christina kort før midnat gennem den Engelske Kanal. Herefter over Nordsøen ved den belgiske og nederlandske kyst mod den tyske Kielerkanal. Ved midnat den 10. juni sejlede skibet ind i dansk farvand og ankom i Rønne kl. 8.32.
Den 10. juni 2011 sejlede Leonora Christina ind i Rønne havn under kaptajn Søren Schows kommando. Der var hejst flag ved krydstogtkajen, hvor besætningen kunne møde deres familie, venner og kollegaer i et afspærret område.

## Kapacitet
Leonora Christina sejler siden 22. juni 2011 mellem Rønne og Ystad. Det er samme rute som Villum Clausen. Det tager ca. fem kvarter. Ved bølgehøjde af tre meter eller højere blev sejladsen overtaget af for eksempel Povl Anker, der har en bedre sødygtighed end Villum Clausen. Leonora Christina kan teoretisk set klare bølger op til fem meter.
| Citat | Danske Færger forventer [ikke] at ville udnytte skibets evne til at sejle i fem meter høje bølger fuldt ud. Normalt har »Villum Clausen« oftest kun sejlet i op til tre meter bølger, og »Leonora Christina«s ekstra kapacitet på det område betyder i praksis, at vejrvinduet kun udvides til mellem 3,5 og fire meters bølger, hvormed marginen op til grænsen altså som minimum fordobles. Danske Færgers erfaring viser nemlig, at der ved fem meter høje bølger oftest er andre vejrfaktorer, der gør, at færgedriften indstilles. Typisk manglende vandstand i havnene i Rønne og Ystad. »Leonora Christina« skal ifølge kontrakten med Trafikstyrelsen kunne manøvrere sikkert i havn i op til 16 m/s middelvind. Og selv ved en sådan middelvind forekommer der, ifølge rederiets erfaring, sjældent en bølgehøjde på fem meter. | Citat |
|       | |       |

## Kontrovers
Der har været heftig debat om navnet skulle ændres, da Leonora Christina blev kaldt landsforræder. Flere navne blev foreslået som skulle erstatte Leonora Christina. For eksempel Marie Kofoed, Burgundia og Kronprinsesse Mary. "Destination Bornholm" skrev at Leonora Christina slet ikke har noget med Bornholm at gøre, andet end at hun sad fængslet i sytten måneder på Hammershus.
3. februar 2011 bekræftede Transportministeriet H. C. Schmidt, at det overvejede navnet. Beslutningen glæder såvel bornholmske folketingsmedlem for Venstre, Peter Juel Jensen og Dansk Folkepartis Kim Christiansen. BornholmerFærgen udskrev en konkurrence om et navn til skibet. I anden runde skulle der stemmes om de fire mest indsendte kvindenavne og Leonora Christina. Kvindenavnene og Leonora Christina var et krav fra BornholmerFærgen. De fem navne var:
1. Leonora Christina (8. juli 1621 – 16. marts 1698)
2. Marie Kofoed (1760 – 1838)[17]
3. "Kronprinsesse Mary" (5. februar 1972)
4. Gertrud Vasegaard (23. februar 1913 – 2007)[18]
5. Anne Boel (?? – 6. juni 1652)[19][20]

Hvis ingen af de fem navne fik mere end 50%, ville der afholdes en tredje runde, hvor der skulle stemme på de to mest valgte navne.
28. februar bekendtgjorde rederiet, at 50,22% af de 9.340 forslag var Leonora Christina og 27,88 procent Marie Kofoed. Kronprinsesse Mary fik 18,46 procent af stemmerne, mens Gertrud Vasegaard fik 2,14 procent og Anne Boel 1,30 procent.. Af personer bosiddende på Bornholm, der afgav stemme, stemte 54,73% på Leonora Christina. Rederiet valgte nu at bruge forslagsrunden som endeligt valg og undlod den anden forudsatte runde mellem de to forslag med flest stemmer.

## Tekniske problemer
Leonora Christina blev taget i tjeneste 22. juni 2011. Kort efter blev færgen dagligt forsinket på grund af landrampen i Rønne. Leonora Christina kan ikke indhente forsinkelser på søen på samme måde som Villum Clausen, så en forsinkelse påvirker alle videre afgange. I Rønne måtte færgen lægges meget præcis til kaj for at sikre en gnidningsfri kørsel for biler og især campingvogne, der ellers blev knækket fordi overgangen var for høj og kunne skade lastbiler, caravans o.l. Enkelte gange måtte Villum Clausen overtage turen. På grund af disse problemer kom det øverste bildæk ikke i brug. Det og den manglende smøring af stemplerne belastede maskinen. 8.juli blev den taget ud af drift i 14 dage i turisthøjsæsonen på grund af en turbolader og en såkaldt tør krydspind. Tyske MAN måtte udskifte firs smøreventiler. Da kølesystemet ikke fungerede fuldt optimalt blev genindsættelse udsat til 28. juli og igen til den 2. august.

### Oversigt
- 22. juni – 30. juni:
  - Defekt i styremaskinen.
  - Beslaget til en såkaldt interceptor, blev knækket.
  - Rift i en såkaldt hydraulikslange.

- 1. juli – 30.juli
  - På bildækket drillede centerhængedækket. Det betød, at det tog meget længere tid til at tømme og laste bildækkene.
  - To motorer styrbord præsterede kun 75 procent af deres kapacitet, så rejsen varede længere.
  - Tekniske problemer i motor 4 der forsinkede færgen. Der blev bestilt en ny turbolader i Tyskland. De produceres af MAN. Ifølge Ingeniøren er det en tør krydspind i et stempel, der forårsager at Leonora Christina måtte tages ud af driften i mere end 14 dage.[25]
  - Fra den 31. sejlede skibet igen, men dog med enkelte forsinkelser.

## Trivia
HSC Leonora Christina blev opkaldt efter grevinde Leonora Christina (1621-1698), datter af kong Christian IV og Kirsten Munk. Navnet blev genforeslået af kunstneren Suste Bonnén i en udsendelse på TV2/Bornholm.
- Leonora Christina blev officielt navngivet d. 21. juni 2011 af Bornholms borgmester Winni Aakermann Grosbøll[27]
- Færgen har en brændstoftank på 160.000 liter
- Der er tre bildæk med et kapacitet på 357 biler
- Der er to passagerdæk med forretninger, legeplads for børn, en cafe og en bistro.
- Leonora Christina kan medtage 1400 passagerer og 357 biler (Villum Clausen kan medtage 1055 passagerer og 215 biler).

### På jomfrurejsen
På jomfrurejsen blev der brugt 33 ekstra brændstoftanke og under hele turen blev der sejlet 20.000 kilometer og brugt 2,1 millioner liter brændstof. Det svarer til 286 enkeltture mellem Rønne og Ystad.
Der var 17 personer om bord.
- Kaptajn: Søren Schow, der på ækvator blev døbt som "Guldfisken"[28][29]
- Overstyrmand: Randi Madsen
- Seniormaskinmester: Flemming Larsen[30]
- 1. Maskinmester: Anders Sørensen
- Journalist: William Husted
- m.fl.

Ved Adenbugten kom der også fire engelske vagter om bord. To gange måtte de vise sig på dækket og hurtigfærgen satte samtidig farten op til 36 knob.
Hurtigfærgen har været i Colombo i Sri Lanka, i Valletta på Malta og har sejlet gennem fem have:
- Det Indiske Ocean
- Middelhavet
- Atlanterhavet (ved udsejlingen fra Gibraltar)
- Nordsøen (sydlige del)
- Østersøen

På 10.juni sejlede hurtigfærgen ind i Rønne Havn Den blev budt velkommen af slæbebåden Ursus, der sendte en vandstråle op som hilsen.

### BornholmerFærgen ophører
I forbindelse med at den samfundsbegrundede færgebetjening pr. 1. september 2018 overgik til Bornholmslinjen blev færgen i december 2016 solgt til Ferry Gomera i Spanien, men tilbagechartret til Færgen for den resterende periode.
D. 31. august 2018 sejlede færgen sin sidste tur mellem Ystad og Rønne. Efter ankomst og sidste losning sejlede den til værft i Landskrona for en større ombygning før indsættelse mellem De Kanariske Øer for Fred. Olsen Express
D. 9. september blev færgen omdøbt til Betancuria Express og sejler nu under spansk flag.

### Teknisk information
- faergelejet.dk
- Det Norske Veritas Arkiveret 25. marts 2012 hos  Wayback Machine (DNV)
- marinetraffic.com Arkiveret 6. september 2011 hos  Wayback Machine (AIS)
- skibsregister.dma.dk (Søfartstyrelsen).
- austal.com: Data sheet Arkiveret 27. september 2011 hos  Wayback Machine

### Video
- Leonora Christina for første gang i Rønne Havn
- Villum Clausen og Leonora Christina, for første gang sammen i Rønne Havn